# Creștinismul în Japonia

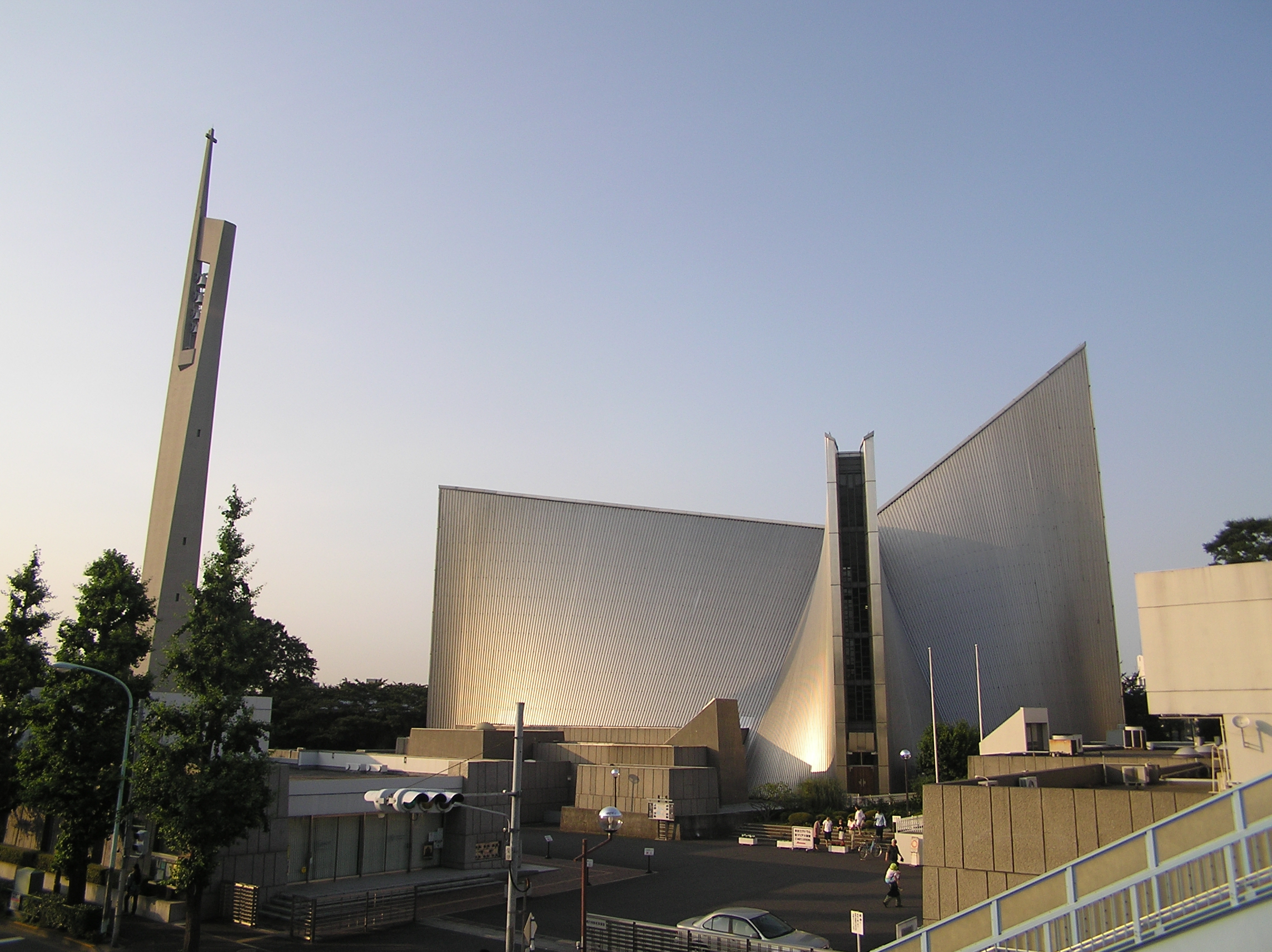
Catedrala Sfânta Maria din Tokyo

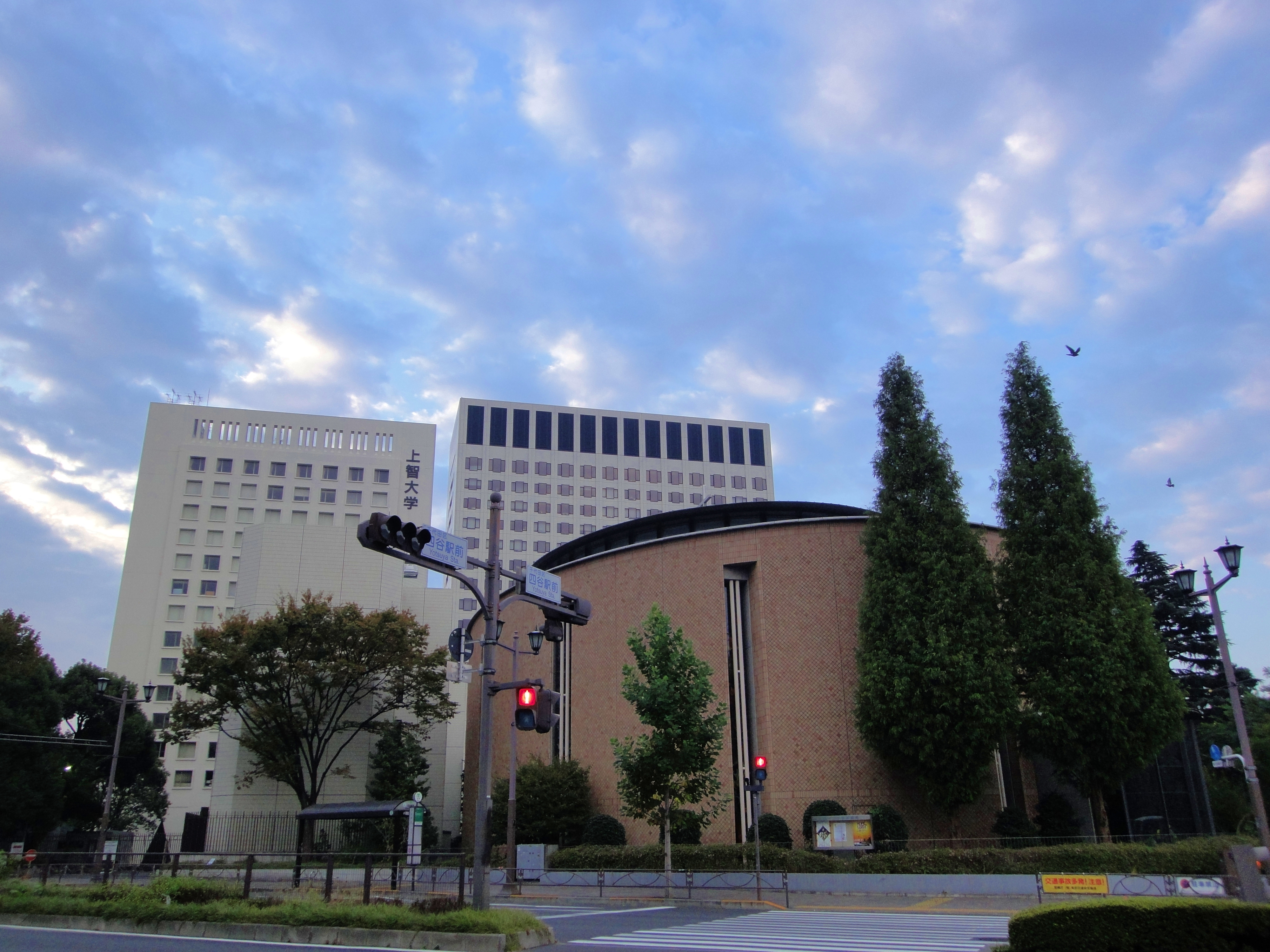
Universitatea Sophia din Tokyo

Creștinismul a fost introdus în Japonia în secolul al XVI-lea, și a fost tolerat până la începutul secolului al XVII-lea, când șogunatul Tokugawa l-a interzis și i-a persecutat pe practicanți.
Când relațiile cu țările occidentale au fost reluate la mijlocul secolului al XVIII-lea, creștinismul a fost reintrodus și a continuat să existe cu soartă uneori mai bună uneori mai rea până în ziua de astăzi.
În Japonia premodernă, creștinismul și creștinii japonezi se numeau kirishitan de la cuvântul portughez Christão.
În anul 1549 misionarul iezuit Francisco de Xavier a ajuns în Japonia, unde activitatea sa a avut un oarecare succes, cu toate că bariera limbii a fost la început o problemă. Domnitorii locali i-au acceptat la început pe misionari, pe care îi asociau cu comerțul lucrativ cu portughezii. Mai ales sudul țării, și în special Nagasaki, era centrul activității misionarilor europeni.
În 1563 Sumitada Ōmura a fost primul domnitor local care s-a lăsat botezat, iar până în 1579 6 daimyo convertiseră la creștinism.
În 1579 superiorul Alessandro Valignano a efectuat prima din cele trei inspecții ale  misiunii japoneze. În 1582 s-a întors la Roma împreună cu 4 tineri japonezi trimiși la studii de domnitorul creștin al provinciei Kyūshū.
Unificatorul provinciilor japoneze, Nobunaga Oda, i-a favorizat pe misionarii creștini, iar succesorul său, Hideyoshi Toyotomi, a continuat această politică până în 1587, când dându-și seama de extinderea la care ajunsese influența creștină în Kyūshū, a dat ordin ca misionarii să fie alungați din țară, ordin care nu a fost executat. Ba dimpotrivă, călugări franciscani spanioli au sosit și ei să convertească japonezii.
În 1596 vasul spaniol „San Felipe” a naufragiat în apropierea insulei Shikoku, și japonezii au confiscat încărcătura, s-a iscat o controversă între japonezi, iezuiți și franciscani. Hideyoshi Toyotomi a condamnat la moarte pe călugării franciscani și pe enoriașii lor din Kyoto, iar anul următor a crucifiat 26 de japonezi și misionari străini la Nagasaki. La acest moment se consideră că cca. 300,000 de japonezi converiseră la creștinism.
Ieyasu Tokugawa, care a devenit conducătorul de fapt al Japoniei în 1600, era dispus să îi accepte pe misionari de dragul comerțului cu portughezii, dar odată cu sosirea comercianților englezi și olandezi, a ordonat expulzarea misionarilor creștini în 1614.
Anii următori au fost ani de persecutare grea pentru creștinii japonezi. În 1622, 55 de creștini din Nagasaki au fost executați, iar în total se crede că cca. 3.000 de creștini au fost omorâți în această perioadă.
Guvernul japonez a tăiat toate contactele cu Occidentul, cu excepția unor comercianți care făceau parte din Compania Indiilor Olandeze de Est, care erau îngrădiți pe insula artificială Dejima de lângă Nagasaki.
Perioada de izolare a Japoniei a luat sfârșit la mijlocul secolului al XIX-lea, când occidentalii au fost din nou admiși în Japonia. Atunci a reînceput activitatea misionară creștină.
La izbucnirea celui de al Doilea Război Mondial, misionarii străini au fost fie internați în lagăre de concentrare, fie expulzați, sau în cel mai bun caz le-a fost limitată libertatea în mod serios.
În 1990 Japonia avea cca. 1.075.000 de creștini (mai puțin de 1% din populație). Existau 800 de enorii catolice în 16 dioceze, și cca. 7.000 de biserici protestante.